# Thysanotus lavanduliflorus
Thysanotus lavanduliflorus är en sparrisväxtart som beskrevs av Norman Henry Brittan. Thysanotus lavanduliflorus ingår i släktet Thysanotus och familjen sparrisväxter. Inga underarter finns listade i Catalogue of Life.